# Nishi-Chūgoku-Sanchi-Quasi-Nationalpark
Der Nishi-Chūgoku-Sanchi-Quasi-Nationalpark (japanisch 西中国山地国定公園 Nishi chūgoku sanchi kokutei kōen) ist einer von über 50 Quasi-Nationalparks in Japan. Die Präfekturen Shimane, Hiroshima und Yamaguchi sind für die Verwaltung des am 10. Januar 1969 gegründeten Parks zuständig. Mit der IUCN-Kategorie V ist das Parkgebiet als Geschützte Landschaft/Geschütztes Marines Gebiet klassifiziert.